# Federico III di Norimberga
Federico III di Norimberga (XII secolo – 1201) fu conte di Zollern e burgravio di Norimberga.

## Biografia
Discendente di Burcardo I, Federico III sposò nel 1184 Sofia di Raabs, erede di Norimberga, e nel 1191, alla morte del suocero Corrado II, assunse il nome di Federico I come Burgravio di Norimberga-Zollern. 
Da allora il nome di famiglia divenne Hohenzollern. 
Il conte Federico III fu un fedele servitore degli imperatori Federico Barbarossa e Enrico VI che lo ricompensarono con diversi riconoscimenti.
| Controllo di autorità | VIAF (EN) 3666444 · CERL cnp01129121 · GND (DE) 133574555 |